# 飯島駅
飯島駅（いいじまえき）は、長野県上伊那郡飯島町飯島にある、東海旅客鉄道（JR東海）飯田線の駅である。

## 歴史
- 1918年（大正7年）
  - 2月11日：伊那電車軌道（1919年に伊那電気鉄道に改称）が伊那福岡終点（廃止）から延伸した際に終着駅として開設[1][3]。一般駅[2]。
  - 7月23日：伊那電車軌道が七久保駅まで延伸、途中駅となる[3]。
- 1943年（昭和18年）8月1日：伊那電気鉄道線が飯田線の一部として国有化され、鉄道省（後の日本国有鉄道）の駅となる[2][4]。
- 1954年（昭和29年）：駅舎改築[1]。
- 1971年（昭和46年）12月1日：貨物取扱廃止（旅客駅化）[2]。
- 1983年（昭和58年）2月24日：CTC化に伴い、業務委託駅化。
- 1985年（昭和60年）3月14日：荷物扱い廃止[2]。
- 1987年（昭和62年）4月1日：国鉄分割民営化に伴い、JR東海の駅となる[2][5]。
- 2013年（平成25年）4月1日：自治体による簡易委託駅となる[6]。

## 駅構造
相対式ホーム2面2線を有する地上駅。下り線ホームに駅舎があり、上り線ホームとは田切駅方面にある構内踏切で連絡している。
伊那市駅管理の簡易委託駅で、飯島町が駅業務を受託している。2013年3月31日までは東海交通事業職員が駅業務を担当する業務委託駅で、JR全線きっぷうりばも設置されていた。

### のりば
| 番線 | 路線      | 方向 | 行先             |
| ---- | --------- | ---- | ---------------- |
| 1    | CD 飯田線 | 下り | 辰野方面         |
| 2    | CD 飯田線 | 上り | 飯田・天竜峡方面 |

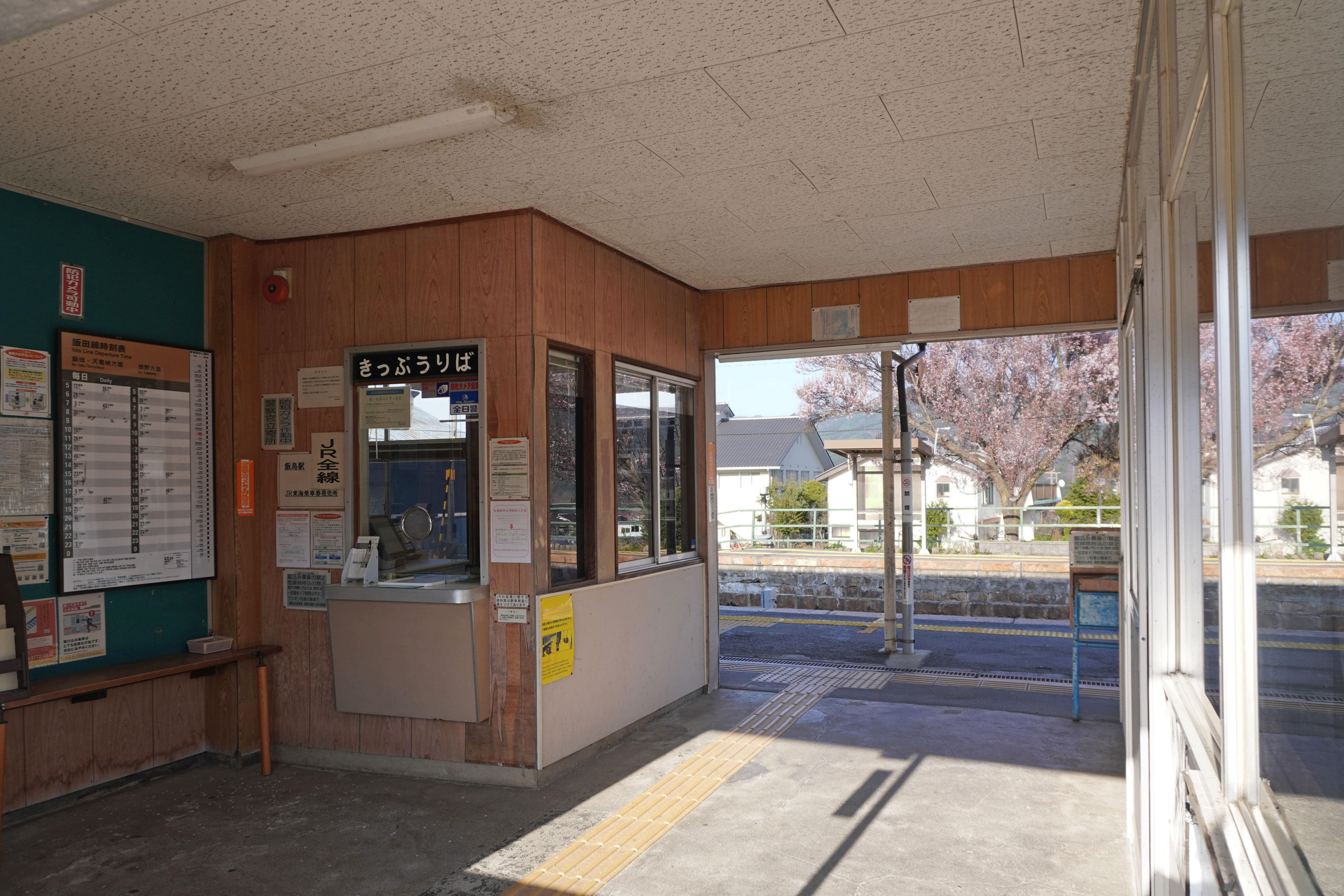
改札口（2023年4月）
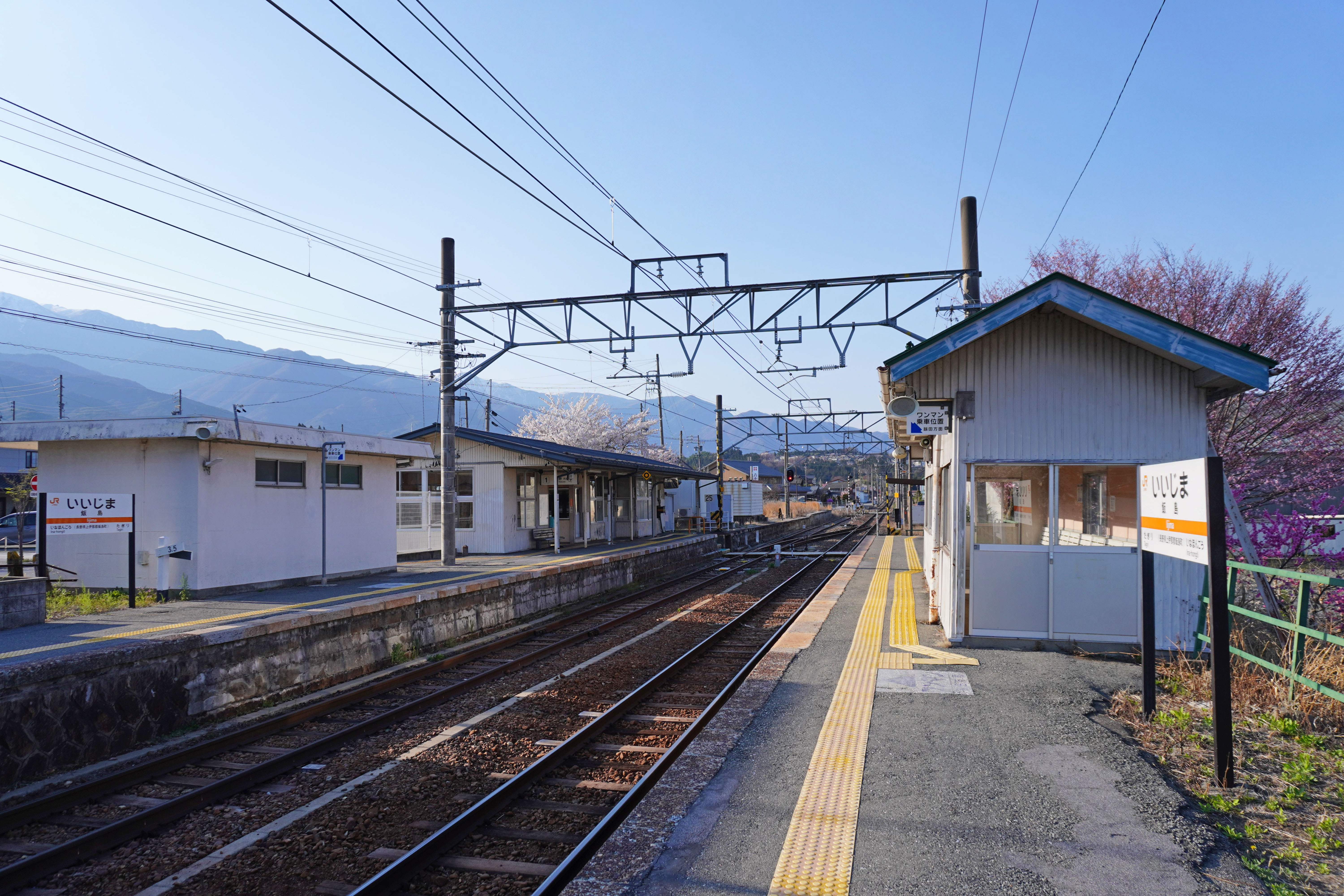
ホーム（2023年4月）
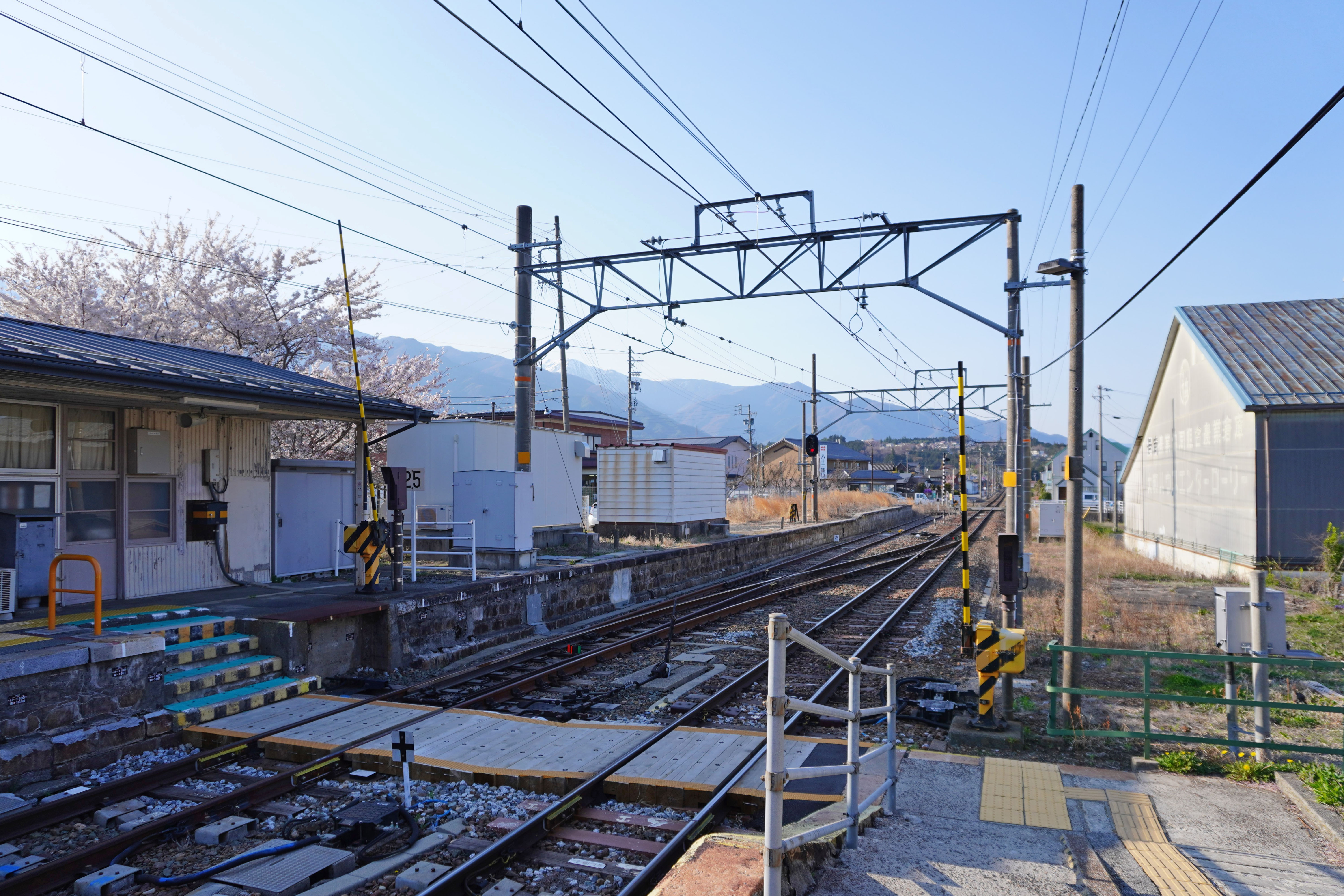
構内踏切（2023年4月）

## 利用状況
「長野県統計書」によると、1日平均の乗車人員は以下の通りである。
- 2007年度 - 344人[1]
- 2009年度 - 341人[1]
- 2010年度 - 323人
- 2011年度 - 335人
- 2012年度 - 327人
- 2013年度 - 353人
- 2014年度 - 318人
- 2015年度 - 309人
- 2016年度 - 290人[8]
- 2017年度 - 265人[9]
- 2018年度 - 268人[10]

## 駅周辺
市街地活性化事業が完成し、美しい町並みとなっている。
- 飯島町役場[1]
- 飯島町立飯島中学校
- 飯島町立飯島小学校
- 飯島郵便局
- 八十二銀行飯島支店
- JA上伊那飯島支所
- アルプス中央信用金庫飯島支店
- 飯島陣屋[1]
- 国道153号

## バス路線
飯島町いいちゃんバス
- 病院線（1日4往復）
  - 昭和伊南総合病院行
- 南部線（1日4往復：デマンド式）
  - 本郷・七久保方面
- 西部線（1日4往復：デマンド式）
  - 豊岡・岩間・赤坂・上ノ原・春日平方面
- 東部線（1日4往復：デマンド式）
  - 日曽利・鳥居原・石曽根・親町・田切方面

のっチャオ（中川村営巡回バス）
- 巡回北回り線

## 隣の駅
東海旅客鉄道（JR東海）
CD 飯田線
■快速「みすず」
七久保駅 - （上りのみ伊那本郷駅） - 飯島駅 - 伊那福岡駅
■普通
伊那本郷駅 - 飯島駅 - 田切駅
※国有化前は当駅 - 田切駅間に伊那赤坂停留場が存在した。